# Västansjön (Tärna socken, Lappland)
Västansjön är en sjö i Storumans kommun i Lappland och ingår i Umeälvens huvudavrinningsområde. Sjön är 26,6 meter djup, har en yta på 4,29 kvadratkilometer och befinner sig 446,3 meter över havet. Sjön avvattnas av vattendraget Jovattsån (Autjejukke).

## Delavrinningsområde
Västansjön ingår i det delavrinningsområde (729364-146836) som SMHI kallar för Utloppet av Västansjön. Medelhöjden är 538 meter över havet och ytan är 17,5 kvadratkilometer. Räknas de 33 avrinningsområdena uppströms in blir den ackumulerade arean 373,77 kvadratkilometer. Jovattsån (Autjejukke) som avvattnar avrinningsområdet har biflödesordning 2, vilket innebär att vattnet flödar genom totalt 2 vattendrag innan det når havet efter 386 kilometer. Avrinningsområdet består mestadels av skog (64 procent). Avrinningsområdet har 4,3 kvadratkilometer vattenytor vilket ger det en sjöprocent på 24,5 procent.